# Collège en France
Pour un article plus général, voir Enseignement secondaire en France.
Ne doit pas être confondu avec Collège de France ou Collèges de France.
Dans le système éducatif en France, le collège est l’appellation courante du premier cycle des études du second degré. C’est un enseignement de quatre ans, qui fait suite à l’école élémentaire. La fourchette d'âge est, généralement, de 11-12 ans (en sixième) à 14-15 ans (en troisième).

## Histoire

### Sous la Monarchie
La Gaule romanisée possédait des écoles municipales : un maître enseignant dans les écoles primaires, un grammairien dans les écoles secondaires et un rhéteur dans l'enseignement supérieur.
Charlemagne crée au IXe siècle des écoles dans les abbayes pour éduquer le clergé et former un corps de fonctionnaires efficaces, ce qui en exclut de facto les femmes, interdites de ces métiers[réf. nécessaire]. Seule une petite élite de femmes, issues de milieux intellectuels, comme Radegonde ou Hildegarde de Bingen se distinguent par leur savoir et leurs écrits. C'est aussi le cas d'Héloïse d'Argenteuil pour laquelle son oncle fait appel à Abélard comme professeur particulier.
Les collèges sont créés au XIIe siècle en liaison avec les universités. Les collèges assurent à la fois l’hébergement et une assistance spirituelle, mais également des fonctions d’enseignement, en complément de celui de l’université.
Petit à petit, ces collèges deviennent autonomes vis-à-vis de l’université et leur enseignement tend à se suffire à lui-même.
Les collèges deviennent donc des établissements ayant leurs propres fonctions, assurant une formation de base à des élèves issus de la bourgeoisie ou de la noblesse. Il existe à la fois des « collèges de plein exercice » et des « petits collèges » dont les enseignements se limitent à deux ou trois classes. Si les uns et les autres dépendent des municipalités, les collèges de plein exercice sont généralement confiés à des congrégations religieuses enseignantes tandis que les autres relèvent de maîtres n’appartenant pas aux congrégations.
À la veille de la Révolution, le royaume compte 271 collèges mais la moitié environ ne sont que des « petits collèges ». L’enseignement comprend quatre classes de grammaire, une classe d’humanité et une classe de rhétorique, auxquelles s’ajoutent deux classes de philosophie. Il s’appuie sur les principes de la Ratio Studiorum ; les matières les plus enseignées sont le français, le latin et le grec ancien. Dans les années 1730, s’ajoutent l’histoire et la géographie, puis la physique. Les auteurs français commencent à être étudiés vers 1770.
Les femmes exclues de cet enseignement ne peuvent donc développer leurs connaissances que grâce à des pères, des frères, des maris lettrés et possédant des bibliothèques, comme Christine de Pisan qui plaidait tant au XVe siècle pour que les filles reçoivent une éducation comme les garçons et ne soient pas cantonnées à filer la laine et aux ouvrages de broderie.

### De la Monarchie à la Troisième République

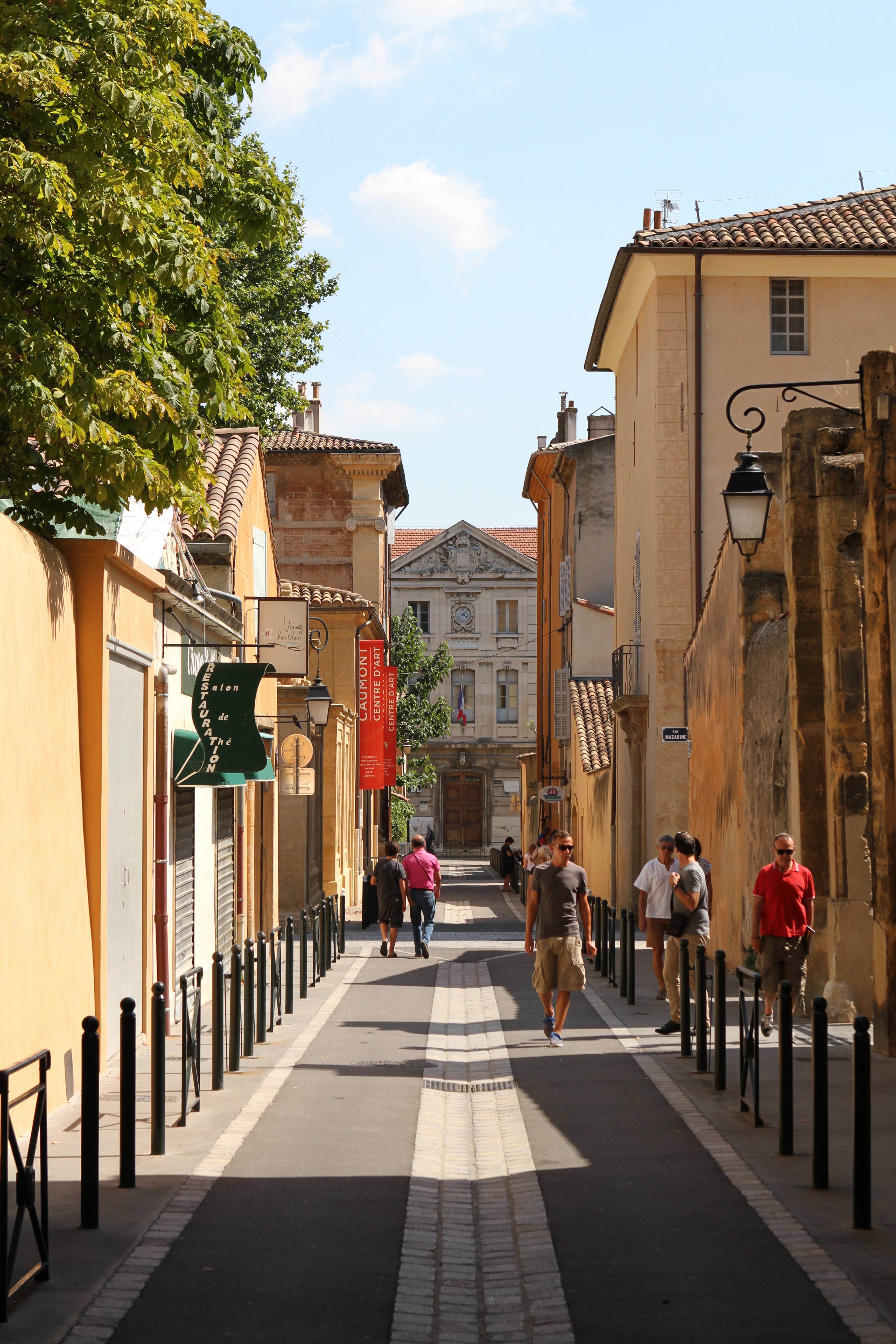
Collège Mignet à Aix-en-Provence.

Les collèges sont provisoirement maintenus pendant la Révolution, mais la situation est peu favorable aux congrégations. Le décret du 8 mars 1793 ordonne la vente des biens des collèges. La législation révolutionnaire finit par créer les écoles centrales correspondant à ce niveau d’enseignement. Ces dernières sont à leur tour supprimées à la suite de la loi du 11 floréal an X (1er mai 1802) : certaines d’entre elles sont transformées en lycées entretenus par l’État. Les autres peuvent être reprises en charge par les villes sous le nom de « collège » ou d’« école secondaire communale ». Selon l’article 5 du décret du 17 mars 1808, ils enseignent « les élémen[t]s des langues anciennes et les premiers principes de l’histoire et des sciences ».
Avec la Restauration, les lycées prennent le nom de « collèges royaux ». Les collèges gérés par les communes deviennent donc des « collèges communaux » pour les distinguer des premiers.
Théoriquement, l’enseignement du collège est proche de celui du lycée et conduit au baccalauréat, mais les collèges restent dans les faits des établissements de second ordre. Certains collèges sont « de plein exercice » et mènent jusqu’au baccalauréat, mais les autres s’arrêtent avant ; en revanche, la plupart des collèges, à l’image des lycées, ont des « classes élémentaires », connues sous le nom de petit lycée, commençant pour certains à la 11e) dont le programme se rapproche du primaire, à ceci près que le latin est étudié à partir de la 8e, équivalent de l’actuel CM 1.
Pour les filles, ce n'est qu'en 1836 que l'enseignement primaire public est créé, mais il faut attendre 1867 la loi de Victor Duruy pour que l'ouverture d'une école de filles soit rendue obligatoire dans les communes de plus de 500 habitants et la loi de Jules Ferry de 1882, pour que toutes les communes aient une école de filles.
Pour mieux répondre aux besoins, des collèges développent des « cours spéciaux » à visée plus professionnelle. Ces initiatives sont relayées par la création de l’« enseignement secondaire spécial » en 1865 par Victor Duruy. Dans la lignée de ces mesures est finalement créé en 1882 un « baccalauréat spécial ». Les décrets du 4 et du 5 juin 1891 transforment le secondaire spécial et son baccalauréat en « enseignement moderne » et « baccalauréat moderne ». On parle dès lors de collège classique (pour l’enseignement proche de celui des lycées) et de collège moderne.
C’est seulement  à partir de 1880 avec la loi Camille Sée que les filles se voient ouvrir un enseignement secondaire, donné dans les lycées et collèges de jeunes filles ; mais les programmes sont spécifiques mais sont proches de l’enseignement « moderne ». Le diplôme de fin  d'études secondaires pour les filles, non équivalent au baccalauréat, ne leur donne pas accès à l'Université. Il faut attendre 1924 pour que les contenus, la durée, les horaires des enseignements soient les mêmes que pour les garçons et le baccalauréat identique pour filles et garçons, donnant enfin aux jeunes filles accès à l'université. 
Dans les années 1910 et 1920, les collèges se rapprochent davantage de l’enseignement primaire supérieur et des « petites classes » du lycée. Une circulaire de 1922 prévoit ainsi que les collèges pourront s’adjoindre une section d’EPS ou une école technique. À partir de 1927, par le décret-loi du 1er octobre 1926, le ministère de l’Instruction publique encourage leur « amalgame » au sein d’« établissements géminés ». Toutefois, ce rapprochement s’essouffle dans les années 1930. Entretemps, en 1924, les collèges de jeunes filles ont été officiellement assimilés aux collèges modernes.
En 1941, c’est au tour de l’enseignement primaire supérieur d’être réuni au collège, moderne pour les anciennes EPS, technique pour les écoles pratiques, les écoles de métiers et les sections professionnelles. Les cours complémentaires sont en revanche maintenus.

### Après la Seconde Guerre mondiale

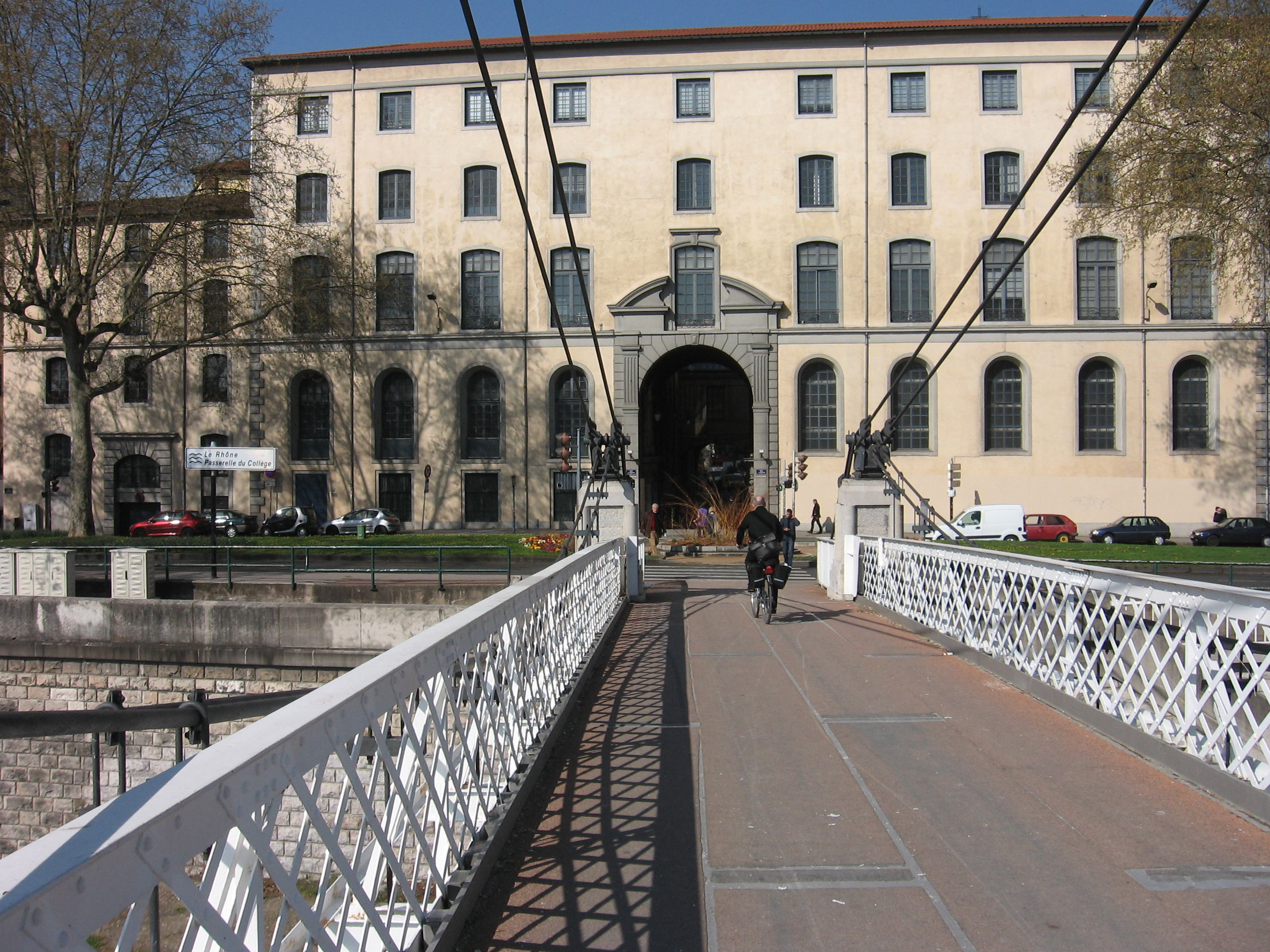
Collège Ampère depuis la passerelle à Lyon.

La réforme du collège unique permettant à toute une classe d’âge de suivre le premier cycle du secondaire a commencé à la fin des années 1950 mais ne s’est achevée qu’à la fin des années 1980. Son impact est difficile à mesurer en termes de niveau de connaissances et de réduction des inégalités car les chercheurs ne disposent pas de suivis à long terme des élèves comme dans d’autres pays comme la Finlande.
Le décret no 59-57 du 6 janvier 1959 portant réforme de l’enseignement public transforme les cours complémentaires en collèges d'enseignement général (CEG), où l’enseignement dure cinq ans (deux années de cycle d’observation, communes à l’enseignement général long et à l’enseignement technique suivies de trois années d’enseignement spécifique). La même année la loi Berthoin porte de 14 à 16 ans l’âge minimum de la fin de la scolarité et institue la fin progressive des classes de fin d'études.
En 1963 sont créés les collèges d'enseignement secondaire (CES) destinés à remplacer les premiers cycles des lycées : le lycée fait désormais suite au collège. Mais dans le cadre du CES, se maintiennent des filières très hiérarchisées. 
- La filière I, subdivisée avant 1969 en section classique et section moderne long, a comme objectif de mener les élèves au lycée, dont il constitue l'ancien premier cycle;
- La filière II, ou moderne court avant 1969, correspondant aux CEG, de les mener au collège technique;
- La filière III, divisée en classes de transition en 6e-5e et terminale pratique en 4e-3e, d'assurer la transition vers la vie active. Les passerelles entre les cursus existent mais sont difficilement empruntées[10].

La Loi Haby de 1975, en regroupant les CEG et les CES sous le nom simple de collège, crée le « collège unique » mettant ainsi fin aux filières. Dans les faits, l’usage massif du redoublement permet de continuer l’orientation d'une partie des élèves vers l’apprentissage et les classes pré-professionnelle de niveau (CPPN) et la vie active dès la fin de la cinquième ou de la quatrième. De plus, les classes de niveau se substituent aux filières. Les élèves les plus faibles se retrouvent dans les CPPN ou en CAP. Ce n’est qu’au cours des années 1980, que la fréquence des redoublements diminue et que l’orientation précoce à la fin de la cinquième ou de la quatrième disparaît. À la fin des années 1980, 90 % des élèves vont jusqu’en troisième contre 70 % au début de la décennie.
En étudiant à long terme, les statistiques de l’INSEE sur les revenus et les salaires, Éric Maurin arrive à la conclusion qu’une année d’études supplémentaires aboutit à une augmentation de salaire moyenne de 10 à 16 %. Le recours massif aux redoublements est aussi une spécificité française. Les autres pays qui ont démocratisé leur système scolaire ne l’ont guère utilisé. La conséquence en est un alourdissement des coûts de la démocratisation de l’éducation que Maurin estime à 50 %, tout en retardant l’accès à l’autonomie aux jeunes. On peut expliquer ces nombreux redoublements par l’inadaptation des programmes scolaires, toujours destinés à former l’élite, au nouveau public d’élèves beaucoup plus faibles.

### AuXXIesiècle
Le projet de réforme du collège est la poursuite de la refondation de l'Enseignement un des axes du quinquennat de François Hollande déjà engagée pour l'École primaire dans la loi 8 juillet 2013. Sans remettre en cause la notion de collège unique, elle prétend mieux assurer l'enseignement des savoirs fondamentaux en combinant les apprentissages théoriques et pratiques, en généralisant les projets interdisciplinaires, et en donnant une plus grande liberté pédagogique aux établissements. L'objectif est une mise en place de la réforme à la rentrée 2016.
Le projet doit être soumis au Conseil supérieur de l'éducation le 19 mars 2015[Passage à actualiser]. S'il est accueilli favorablement avec quelques réserves par le SE-UNSA et le SGEN-CFDT, il est décrié par le SNES-FSU, syndicat majoritaire dans le Second Degré qui est hostile à la multiplication des modules interdisciplinaires et dénonce une usine à gaz.

## Les enseignements du collège

### Les cycles d'adaptation, central et d'orientation
Le cycle d'adaptation est composé de la classe de sixième qui est considérée comme un temps d’adaptation au collège. L’accueil et l’intégration des élèves fait l’objet d’une attention particulière et une évaluation nationale est faite au début de l’année.
Le cycle central est composé de la classe de cinquième et de quatrième. 

Le collège se termine par la classe de troisième qui est aussi la classe d'orientation entre les filières générales, technologiques et professionnelles. Au cours de l’année, les élèves effectuent une « séquence d’observation en milieu professionnel » (stage de courte durée) et se préparent au Diplôme national du brevet.
| Niv 3 14 |                                   | Diplôme national du brevet (DNB)Troisième                                       |                                        | DNB et Certificat de formation générale (CFG)Troisième Prépa-Métiers, SEGPA, ULIS, UPE2A |
| 13       | Quatrième                         | Quatrième SEGPA, ULIS, UPE2A                                                    |                                        |                                                                                          |
| 12       | Cinquième                         | Cinquième SEGPA, ULIS, UPE2A                                                    |                                        |                                                                                          |
| 11       | Sixième                           | Sixième SEGPA, ULIS, UPE2A                                                      |                                        |                                                                                          |
|          | Collège                           |                                                                                 |                                        |                                                                                          |
|          |                                   |                                                                                 |                                        |                                                                                          |
| Niv 2 10 | Cours moyen 2e année (CM2)        |                                                                                 | Cours moyen 2e année ULIS, UPE2A (CM2) |                                                                                          |
| 9        | Cours moyen 1re année (CM1)       | Cours moyen 1re année ULIS, UPE2A (CM1)                                         |                                        |                                                                                          |
| 8        | Cours élémentaire 2e année (CE2)  | Cours élémentaire 2e année ULIS, UPE2A (CE2)                                    |                                        |                                                                                          |
| 7        | Cours élémentaire 1re année (CE1) | [ [Cours élémentaire 1re année\|Cours élémentaire 1re année]] ULIS, UPE2A (CE1) |                                        |                                                                                          |
| 6        | Cours préparatoire (CP)           | Cours préparatoire ULIS, UPE2A (CP)                                             |                                        |                                                                                          |
|          | École élémentaire                 |                                                                                 |                                        |                                                                                          |
|          |                                   |                                                                                 |                                        |                                                                                          |
| Niv 1 5  | Grande section (GS)               | Grande section (GS)                                                             | Grande section (GS)                    |                                                                                          |
| 4        | Moyenne section (MS)              | Moyenne section (MS)                                                            | Moyenne section (MS)                   |                                                                                          |
| 3        | Petite section (PS)               | Petite section (PS)                                                             | Petite section (PS)                    |                                                                                          |
| 2        | Toute petite section (TPS)        | Toute petite section (TPS)                                                      | Toute petite section (TPS)             |                                                                                          |
|          | École maternelle                  |                                                                                 |                                        |                                                                                          |
|          |                                   |                                                                                 |                                        |                                                                                          |
| RNCP Âge | Système éducatif en France        | Système éducatif en France                                                      | Système éducatif en France             |                                                                                          |

### Diplômes et certifications

Les études secondaires en France

- Le diplôme national du brevet se compose d’un contrôle continu en classe de troisième et d’examens à la fin de celle-ci.
- Le certificat de formation générale est destiné aux élèves de sections adaptées.
- L’attestation scolaire de sécurité routière  se passe en cinquième (ASSR niveau 1) et en troisième (ASSR niveau 2).
- Le brevet informatique et internet (b2i)[21].

### Les disciplines

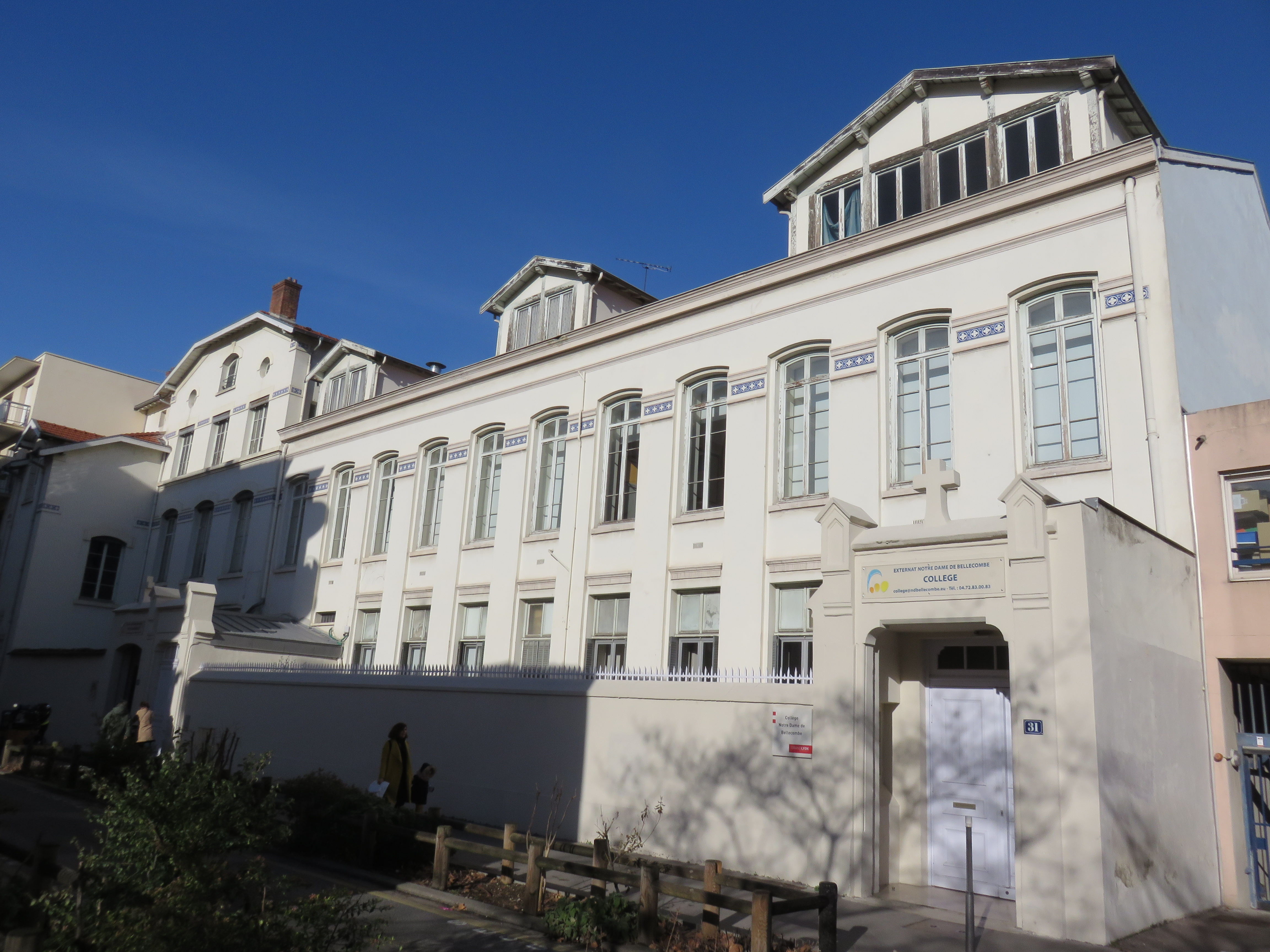
Collège Notre-Dame de Bellecombe à Lyon.

La formation dispensée repose sur un ensemble de disciplines qui, toutes, reposent sur le socle commun de connaissances, de compétences et de culture. La formation est donc découpée en trois cycles. Les enseignements suivent des programmes nationaux. La version en vigueur s'applique depuis la rentrée 2009.
- Français : Enseignement de l'orthographe, la grammaire, la conjugaison, le vocabulaire, la production écrite, etc. De la sixième à la troisième.
- Mathématiques : Enseignement de numération, géométrie, arithmétique, calcul mental, aire (surface), périmètre, angles, algèbre, théorèmes
- Langues : Une langue vivante étrangère dès la sixième, une deuxième (étrangère ou régionale) à partir de la cinquième.
- Histoire-géographie et enseignement moral et civique : Au collège, l'enseignement de l'histoire, la géographie et l'enseignement moral et civique (EMC) représente trois heures par semaine. Les thèmes abordés en enseignement moral et civique sont abordés par cycles : le cycle 3 (cycle de consolidation) et le cycle 4 (cycle des approfondissements). La matière joue un rôle clé dans la compétence intitulée « Représentations du monde et de l'activité humaine » du socle commun de connaissances, de compétences et de culture. L'enseignement moral et civique est fondé sur trois thèmes qui sont l'identité, le respect, le droit.
- Sciences de la vie et de la terre : Au collège, l'enseignement des SVT représente une heure et demie par semaine. Les programmes sont en vigueur depuis la rentrée 2017. Comme toutes les disciplines, elle contribue à apporter les connaissances et compétence du socle commun, en particulier pour « les principaux éléments de mathématiques et la culture scientifique et technologique ». Cette matière est utile pour certains métiers comme : médecin, vétérinaire, etc.
- Physique-chimie : Depuis 2016, la sixième a cours de physique-chimie. Au collège, l'enseignement de physique-chimie débute en sixième (voir ci-dessus), au cycle 4 (à partir de la classe de cinquième) il représente une heure et demie par semaine. Les programmes sont en vigueur depuis la rentrée 2016. Comme toutes les disciplines, elle contribue à apporter les connaissances et compétence du socle commun de connaissances, en particulier pour « les principaux éléments de mathématiques et la culture scientifique et technologique ».
- Technologie : Depuis 2009 avec les nouveaux programmes de technologie, l'enseignement se fait autour de domaines d'applications propres à chaque niveau d'enseignement. Il ne s'agit pas de développer des connaissances et capacités de ce domaine mais plutôt de s'en servir comme support d'apprentissage pour acquérir de nouvelles connaissances et capacités transposables dans n'importe quel domaine technique.
- Arts plastiques et histoire des arts : Dans le cycle 4 de l'enseignement (2e, 3e, et 4e année du collège) l'enseignement des arts plastiques est ainsi présenté : "L’enseignement des arts plastiques se fonde sur la pratique plastique dans une relation à la création artistique. Il offre les moyens de porter un regard informé et critique sur l’art et sur les univers visuels auxquels il renvoie, artistiques et non artistiques. Privilégiant la démarche exploratoire, l’enseignement des arts plastiques fait constamment interagir action et réflexion sur les questions que posent les processus de création, liant ainsi production artistique et perception sensible, explicitation et acquisition de connaissances et de références dans l’objectif de construire une culture commune. Il s’appuie sur les notions toujours présentes dans la création en arts plastiques : forme, espace, lumière, couleur, matière, geste, support, outil, temps. Il couvre l’ensemble des domaines artistiques se rapportant aux formes : peinture, sculpture, dessin, photographie, vidéo, nouveaux modes de production des images…". Quant à l'histoire des arts, c'est un enseignement pratiqué dans toutes les disciplines ayant pour objectif principal l'épreuve du Diplôme National du Brevet (prend fin en juin 2016).
- Éducation musicale et chant choral : L'éducation musicale est l'une des matières enseignées de façon obligatoire au collège en France, dans les classes de la 6e à la 3e, avec une heure par semaine. Cette matière peut être renforcée de deux manières : avec l'option chorale ou avec des heures complémentaires pour certaines classes dites CHAM.
- Éducation physique et sportive : À la fin du collège, les élèves doivent avoir atteint le niveau 2 (compétence attendue) dans au moins une activité de chaque groupe. Selon les niveaux de classe, le volume horaire hebdomadaire obligatoire d'EPS pour le collégien varie : il est de quatre heures en sixième, trois heures en cinquième, en quatrième et en troisième. Ce sont les professeurs d'EPS (titulaires du CAPEPS) qui enseignent la discipline dans le Secondaire (collège + lycée + lycée professionnel). En 2010-2011 (France métropolitaine + DOM), ils constituaient un corps de 29 557 enseignants, soit 8,46 % de l'ensemble des enseignants du second degré public.
- Éducation aux médias et à l'information : Ce nouvel enseignement entré en vigueur à la rentrée 2016 est décrit dans le projet de programme du cycle 4[22] par le C.S.P.

### Filières spécifiques
- Sections de langues régionales
- Classes bilingues

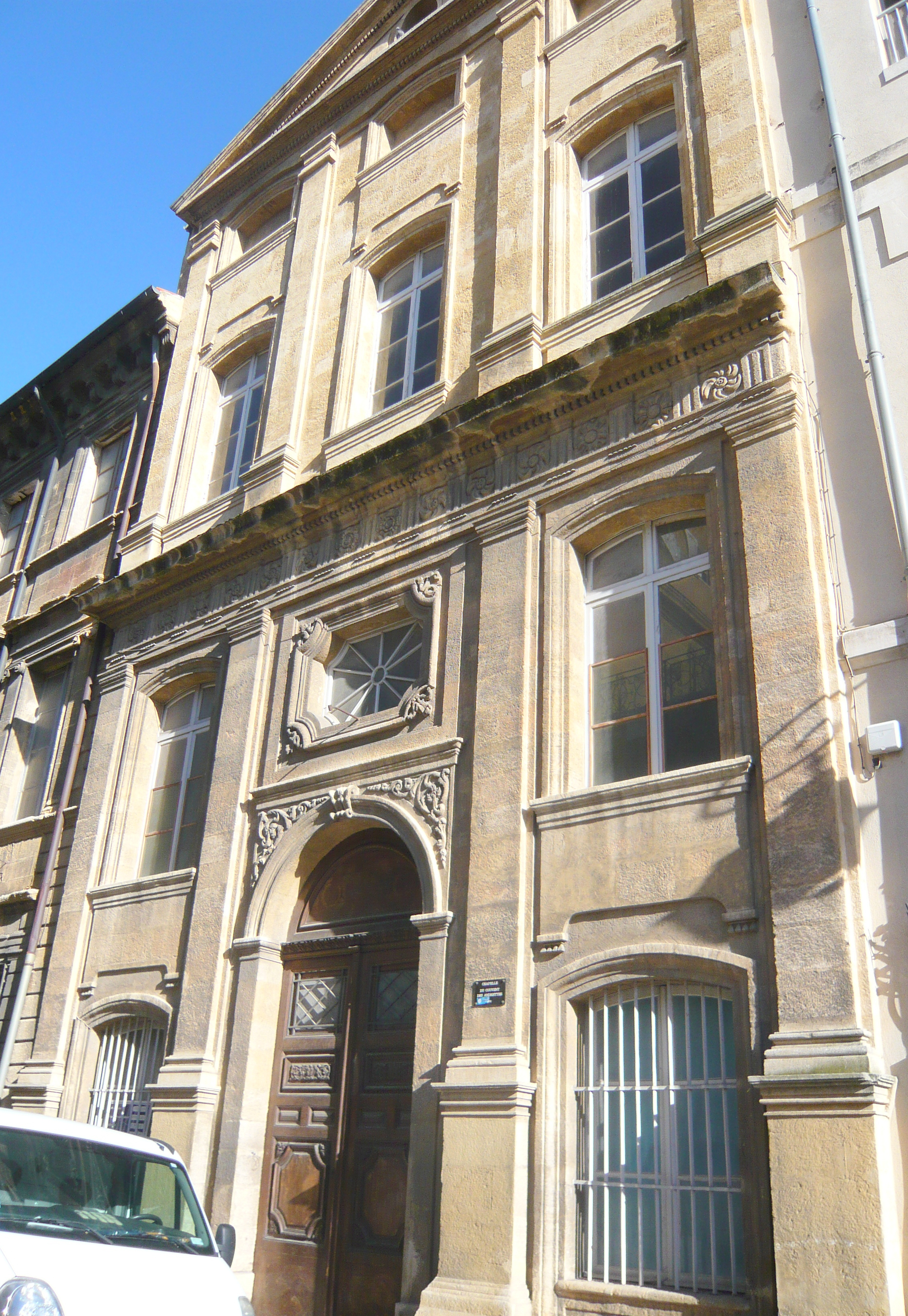
Collège Mignet à Aix-en-Provence.

- Sections européennes et internationales
- Collèges franco-allemands
- Classes à projet artistique et culturel
- Classes à horaires aménagés (par exemple Classe à horaires aménagés musique)
- Sections sportives scolaires

Les Unités Localisées pour l'Inclusion Scolaire (ULIS) permettent de scolariser les élèves handicapés dans les collèges, le recours à des établissements spécialisés ou à des services médico-sociaux n’interviennent que de façon subsidiaire.
Les élèves dont les difficultés d'apprentissage sont graves et durables suivent des enseignements aménagés en SEGPA ou dans des établissements particuliers : les établissements régionaux d’enseignement adapté.
En classe de troisième et de quatrième, les élèves de plus de 14 ans peuvent avoir une formation partagée entre collège et lycée professionnel ou entre collège et entreprise ou encore entre les trois entités.

## Le collège en tant qu’établissement
Il existe 6980 collèges en France en 2022 (publics et privés en contrat) .

### Les collèges publics

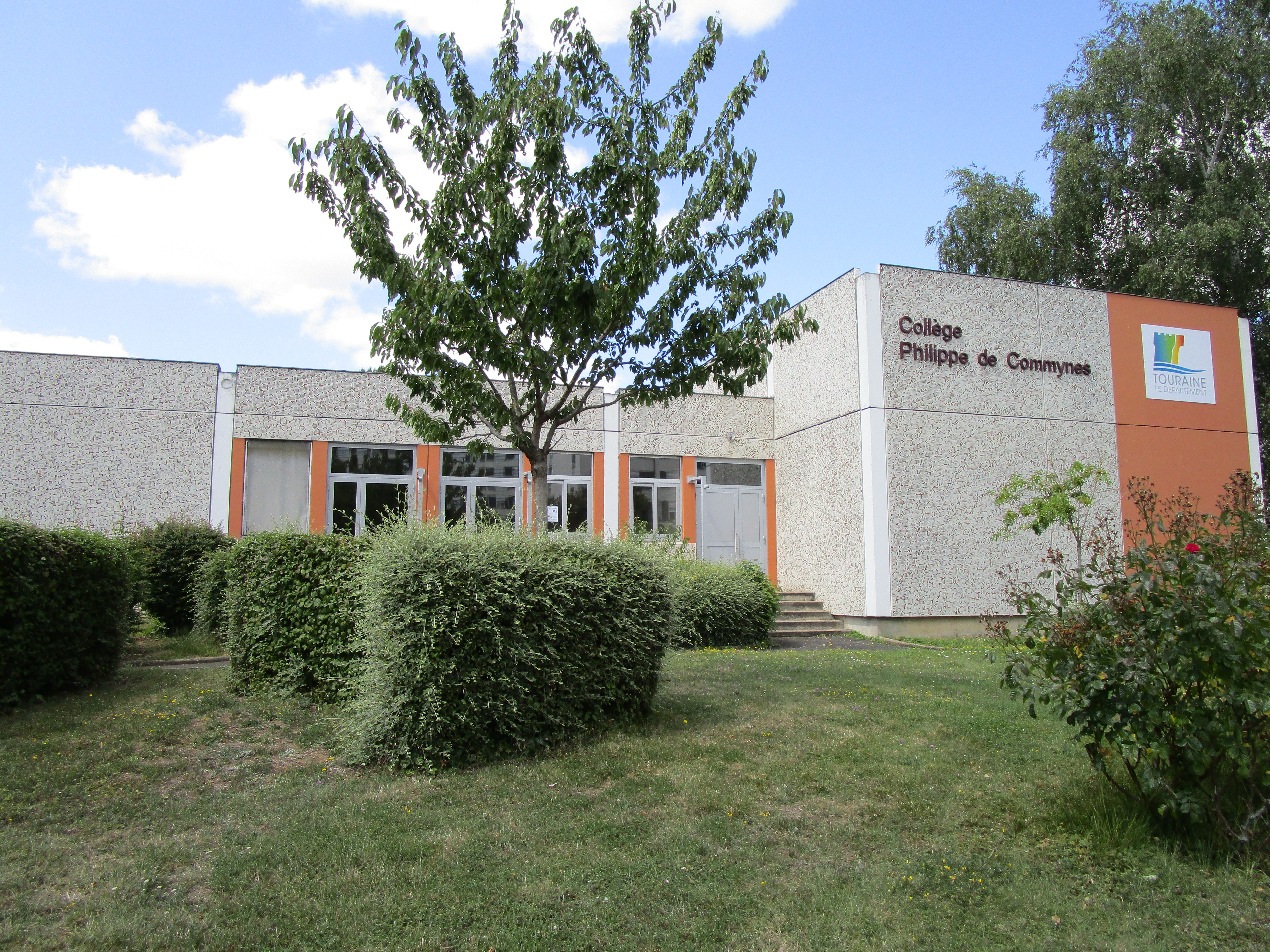
Le collège Philippe de Commynes dans le quartier des Fontaines de Tours.

Les collèges publics sont des établissements publics, des EPLE. Avec la première vague et seconde vague de la décentralisation les bâtiments appartiennent au département, les agents techniques (Personnel ATOS) sont désormais des agents qui dépendent de la fonction publique territoriale. Les départements jouent un grand rôle dans le fonctionnement des collèges publics, puisque ce sont eux qui équipent (informatique, téléphone, restauration scolaire…), gèrent et rénovent ses EPLE. En revanche, le personnel enseignant, administratif et éducatif est lui sous l'autorité du Ministère de l'Éducation nationale.
L’équipe de direction du collège est constituée légalement du principal, de son adjoint, du gestionnaire à laquelle s'ajoute souvent (dans le cadre d'une équipe de direction élargie) le conseiller principal d’éducation. Le conseil d’administration est composé de 30 membres pour les EPLE de plus de 600 élèves et de 24 membres en dessous de ce seuil. Le Conseil d'Administration gère les affaires de l’établissement (projet d'établissement, budget…)

### Statistiques
|                      | 1960-61 | 1970-71 | 1980-81 | 1990-91 | 2000-01 | 2001-02 | 2002-03 | 2003-04 | 2004-05 | 2005-06 | 2006-07 | 2007-08 | 2008-09 |
| Public               |         |         |         |         |         |         |         |         |         |         |         |         |         |
| Collèges             | 3 372   | 4 143   | 4 891   | 5 019   | 5 128   | 5 139   | 5 168   | 5 183   | 5 200   | 5 220   | 5 238   | 5 247   | 5 260   |
| LP                   | 906     | 1 150   | 1 353   | 1 362   | 1 108   | 1 096   | 1 083   | 1 072   | 1 061   | 1 050   | 1 043   | 1 027   | 1 012   |
| Lycées               | 1 203   | 1 171   | 1 134   | 1 294   | 1 513   | 1 527   | 1 531   | 1 538   | 1 545   | 1 551   | 1 554   | 1 563   | 1 567   |
| EREA                 |         |         |         | 82      | 80      | 80      | 80      | 80      | 80      | 80      | 80      | 80      | 80      |
| Total Public         | 5 481   | 6 464   | 7 378   | 7 757   | 7 829   | 7 842   | 7 862   | 7 873   | 7 886   | 7 901   | 7 915   | 7 917   | 7 919   |
| Privé                |         |         |         |         |         |         |         |         |         |         |         |         |         |
| Collèges             | 1 810   | 1 294   | 1 757   | 1 814   | 1 808   | 1 802   | 1 803   | 1 804   | 1 788   | 1 790   | 1 773   | 1 778   | 1 771   |
| LP                   | 1 300   | 1 642   | 978     | 809     | 647     | 650     | 647     | 644     | 641     | 658     | 653     | 660     | 660     |
| Lycées               | 1 899   | 1 676   | 1 194   | 1 290   | 1 102   | 1 094   | 1 077   | 1 082   | 1 069   | 1 074   | 1 069   | 1 063   | 1 063   |
| Total Privé          | 5 009   | 4 612   | 3 929   | 3 913   | 3 557   | 3 546   | 3 527   | 3 530   | 3 498   | 3 522   | 3 495   | 3 501   | 3 494   |
| Total Public + Privé | 10 490  | 11 076  | 11 307  | 11 670  | 11 386  | 11 388  | 11 389  | 11 403  | 11 384  | 11 423  | 11 410  | 11 418  | 11 413  |

## Les élèves
Les élèves du collège (les « collégiens ») ont généralement entre 11-12 (6e) et 14-15 ans (3e) (sauts de classe et redoublements exclus, on peut donc voir des 6èmes de 10 voire 9 ans, et des 3e de 16 ans).
|                        | 1960    | 1980    | 1990    | 1990    | 1995    | 2002    | 2003    | 2004    | 2005    | 2006    | 2007    | 2008    |
| Public                 | 1 090,7 | 2 536,3 | 2 489,1 | 2 596,6 | 2 710,9 | 2 599,1 | 2 574,6 | 2 528,0 | 2 479,8 | 2 444,6 | 2 422,8 | 2 426,2 |
| Privé                  | 362,6   | 605,4   | 649,4   | 656,9   | 677,1   | 671,2   | 670,9   | 666,3   | 659,2   | 656,0   | 661,2   | 662,3   |
| 6e à 3e                | 1 453,2 | 2 954,2 | 3 082,3 | 3 190,5 | 3 380,1 | 3 265,5 | 3 239,5 | 3 186,5 | 3 129,6 | 3 090,1 | 3 071,8 | 3 073,7 |
| CPA/CLIPA/DIMA         |         | 187,4   | 56,2    | 63,0    | 7,9     | 1,5     | 1,4     | 1,5     | 1,2     | 1,1     | 0,9     | 0,8     |
| UPI/Dispositifs relais |         |         |         |         |         | 3,4     | 4,7     | 6,3     | 8,2     | 9,4     | 11,3    | 14,0    |
| Total                  | 1 453,3 | 3 141,7 | 3 138,5 | 3 253,5 | 3 388,0 | 3 270,3 | 3 245,6 | 3 194,3 | 3 139,0 | 3 100,6 | 3 084,0 | 3 088,5 |

1. ↑  Données France métropolitaine, hors DOM.
2. ↑  Les CLIPA ont été créées en 1994 et les DIMA en 2008.
3. ↑  Les dispositifs relais comptabilisent 107 élèves à la rentrée 2008.